# رون سيمز
رون سيمز (بالإنجليزية: Ron Sims)‏ هو سياسي أمريكي، ولد في 5 يوليو 1948 بسبوكين في الولايات المتحدة. حزبياً، نشط في الحزب الديمقراطي. وقد انتخب المدير التنفيذي لمقاطعة كينغ (15 يناير 1997 – 8 مايو 2009) وانتخب نائب وزير الإسكان والتنمية الحضرية في الولايات المتحدة (8 مايو 2009 – 1 يوليو 2011).